# I’ll Bet She’s Got A Boyfriend
Az I'll Bet She's Got a Boyfriend című dal az amerikai Shanice 4. és egyben utolsó kimásolt kislemeze a Discovery című albumról. A dal 1988. június 17-én jelent meg. A dal nem szerepel Shanice Ultimate Collection című válogatás albumán. A dalhoz videóklip is készült, azonban slágerlistás helyezést nem ért el.

## Megjelenések
12"  A&M Records – 390 293-1
- A	I'll Bet She's Got A Boyfriend (Miami Mix) 6:01
- B1	I'll Bet She's Got A Boyfriend (House Mix) 6:20
- B2	I'll Bet She's Got A Boyfriend (LP Version) 4:36